# Estadi Serra Dourada
L'Estadi Serra Dourada és un estadi de futbol de la ciutat de Goiânia, Goiás, Brasil.
Va ser inaugurat el 9 de març de 1975 i és propietat del govern de l'estat de Goiás. És la seu dels clubs Goiás Esporte Clube, Vila Nova Futebol Clube i Atlético Clube Goianiense. Té una capacitat per a 50.049 espectadors.